# 银兰
银兰（学名：Cephalanthera erecta）为兰科头蕊兰属下的一个种。

## 扩展阅读
- 维基共享资源上的相關多媒體資源：银兰
- 維基物種上的相關：银兰